# Campionato europeo femminile di pallacanestro Under-18 1992
Il Campionato europeo femminile di pallacanestro Under-18 1992 (noto anche come FIBA EuroBasket Women Under-18 1992) si è svolto in Grecia, a Calamata, Tripoli e Patrasso.

## Classifica finale
| Campione d'Europa                 | Campione d'Europa | Campione d'Europa |
| --------------------------------- | ----------------- | ----------------- |
| Comunità degli Stati Indipendenti |                   |                   |
| Argento                           | Bulgaria          |                   |
| Bronzo                            | Polonia           |                   |
| 4.                                | Francia           |                   |
| 5.                                | Spagna            |                   |
| 6.                                | Cecoslovacchia    |                   |
| 7.                                | Ungheria          |                   |
| 8.                                | Romania           |                   |
| 9.                                | Italia            |                   |
| 10.                               | Grecia            |                   |
| 11.                               | Svezia            |                   |